# Polychrysia aurata
Polychrysia aurata là một loài bướm đêm trong họ Noctuidae.